# Sihelné
Sihelné (Hongaars: Szihelne) is een Slowaakse gemeente in de regio Žilina, en maakt deel uit van het district Námestovo.
Sihelné telt 2.063 inwoners.